# Ahmed Kanté
Pour les articles homonymes, voir Kanté.
Ahmed Kanté de son nom complet Ahmed Tidiane Kanté, né le 27 juillet 1957 à Conakry (Guinée) est un administrateur et homme politique guinéen.
De 2007 à 2008, il occupe le poste de Ministre des Mines et de la Géologie. De 2012 à 2017, il est directeur général de la Société guinéenne du patrimoine minier (Soguipami). Il devient ensuite directeur de la société Alliance Guinéenne de Bauxite d'Alumine et d'Aluminium-Guinea International Corporation (AGB2A-GIC).

## Biographie et études
Ahmed Kanté naît le 27 juillet 1957 à Conakry, la capitale guinéenne ,[réf. à confirmer].
Après ses études primaires et secondaires[Où ?], Ahmed Kanté intègre l'Université Julius Nyerere de Kankan, où il étudie de 1976 à 1980 et obtient un diplôme d'études supérieures (DES) en économie mathématiques,. Il fréquente ensuite l'Institut Technique de Banque (ITB) du Centre International de Formation de la Profession Bancaire (CIFPB) à Paris entre 1984 à 1988, où il obtient un diplôme d'études supérieures en banque,.

## Parcours professionnel
De 1981 à 1982, il enseigne la statistique générale à l'université de Conakry, puis, de 1983 à 1984, il est chargé d'étude à la division financière du Ministère du Plan et des Finances.
En 1984, il commence à travailler à la Banque Centrale de la République de Guinée (BCRG), d'abord en tant que chef de service, puis comme assistant à la direction de la monnaie entre 1985 à 1992, et sous-directeur chargé de la caisse centrale entre 1992 et 1993[réf. souhaitée]. Affecté à Kankan, il devient responsable de l'agence BCRG dans cette ville de 1993 à 1996. De retour à Conakry, il devient directeur du département de l'Émission de la BCRG 1997 à 2002 [réf. souhaitée], puis directeur du département des agences jusqu'en mars 2007, moment où il est nommé ministre,.
D'octobre 2008 au 30 mars 2009, il revient a la BCRG a l'administration du gouverneur.
Entre août 2010 et septembre 2010, conseiller à la direction générale de l'exploitation d'[Où ?].
Le 22 septembre 2010 , il est nommé Directeur national du département des Impôts de Guinée par Alpha Condé,. En Mars 2011, Alpha Condé le nomme Ministre conseiller à la Présidence chargé des Mines. Il occupe ce poste jusqu'au 16 avril 2012, date à laquelle il est limogé et remplacé par Alkhaly Yamoussa Bangoura.
Le 11 août 2011, Alpha Condé le nomme administrateur général de la Société guinéenne du patrimoine minier (Soguipami), société étatique initié par le Président Condé, ayant pour mission de gérer la recherche géologique et le développement du patrimoine minier,,. Il occupe ce poste jusqu'au 28 juin 2017, avant d'être remplacé par Mamady Fofana.
Par la suite, il devient directeur de la société Alliance Guinéenne de Bauxite d'Alumine et d'Aluminium-Guinea International Corporation (AGB2A-GIC), une société privée spécialisée dans l'extraction et la transformation de la bauxite en Guinée, qu'il a fondé.

## Ministre
En mars 2007, Ahmed Kanté est nommé Ministre des Mines et de la Géologie dans le gouvernement de Lansana Kouyaté, dirigé par Kouyaté lui-même,. Il occupe ce poste jusqu'en août 2008, sous les gouvernements de Kouyaté et de Souaré, avant d'être limogé le 27 août 2008. Il est remplacé le 10 septembre suivant par Louncény Nabé,,. Après son limogeage, il est arrêté, ainsi que ses trois prédécesseurs, et tous sont inculpés en mars 2009 pour « détournement de fonds »,. Le 3 mars 2010, il est libéré et à l'issue d'un procès débuté le 15 mars, une ordonnance de non lieu est prononcée le 25 juin,,[réf. à confirmer]. 
Ce lundi 19 mai 2025 une décision qui était bien attendue dans l’affaire opposant, Ahmed Kanté, à la société African Bauxite Corporation (ABC), représentée par l’homme d’affaires russe Alexandre Zotov. Le TPI de Dixinn qui a estimé qu’aucun élément probant ne permettait de retenir des charges contre lui, a prononcé un non-lieu pour Ahmed Kanté, notamment pour « abus de confiance et concurrence déloyale ». 

## Prix et reconnaissance
- 2024:  Prix du Mérite et de l’Excellence, décerné par le Prix Africain du Développement (PADEV)[12].
- 2024:  Prix Ciwara au Mali[19].
- 2024:  Titre de meilleur manager local aux Guinée Mining Awards 2024[20].